# Gymnocheta euholopticus
Gymnocheta euholopticus là một loài ruồi trong họ Tachinidae.